# Gerty Cori
Gerty Theresa Radnitz Cori (Praga, 15 de agosto de 1896 — Saint Louis, 26 de outubro de 1957) foi uma bioquímica estadunidense, nascida na República Tcheca (então Áustria-Hungria).
Foi agraciada com o Nobel de Fisiologia ou Medicina de 1947, por melhorar a compreensão do diabetes. Era casada com Carl Ferdinand Cori, co-galardoado com o prêmio.

## Vida pessoal
Gerty, que não é um apelido, nasceu em Praga, em 1896, na época parte do Império Austro-Húngaro e hoje República Tcheca. De família judia, seu pai era Otto Radnitz, um químico que inventou uma maneira mais eficiente de refinar açúcar. Sua mãe, Martha, amiga de Franz Kafka, era influente no âmbito cultural da época. Gerty cresceu em uma época em que mulheres eram marginalizadas na ciência e tinham poucos acessos a oportunidades. Estudou em casa antes de ingressas no Liceu para Meninas e aos 16 decidiu tornar-se médica. Seu tio, que era pediatra, encorajou a sobrinha.
Gerty, porém, não atendia aos requisitos mínimos para ingressar, que eram conhecimentos em latim, física, química e matemática, o que a fez aprender em um ano os cinco anos equivalentes dos respectivos cursos. Gerty entrou na faculdade de medicina da Karl-Ferdinands-Universität, em Praga, em 1914, algo incomum para as mulheres na época. Foi onde conheceu seu futuro marido, Carl Ferdinand Cori. Os dois se graduaram em 1920, casando-se logo em seguida. Gerty precisou se converter ao catolicismo para poder se casar com Carl na igreja. O casal se mudou para Viena, onde Gerty trabalhou por dois anos em um hospital infantil, enquanto seu marido trabalhava no laboratório. No hospital, Gerty conduziu pesquisas com regulação de temperatura e tratamento de tireoide, publicando artigos sobre doenças sanguíneas.

## Imigração
Carl serviu no exército austríaco, na Primeira Guerra Mundial. A vida era difícil na época e Gerty chegou a sofrer de xeroftalmia devido à má nutrição com os cortes de comida. A escassez de alimentos, as dificuldades impostas à população e o antissemitismo obrigaram o casal a emigrar para os Estados Unidos, em 1922, onde Gerty continuou com suas pesquisas médicas, colaborando no laboratório com o marido, em Buffalo. Em 1929, o casal se naturalizou como cidadãos dos Estados Unidos.
Gerty publicou artigos com o marido como co-autor, bem como assinando sozinha. Ao contrário de Carl, Gerty teve dificuldades para subir na carreira e mesmo quando conseguia uma colocação melhor, seu salário não era o mesmo que dos colegas homens. Carl insistia em ter sua colaboração, mesmo desacreditado pela instituição em que trabalhava. O diretor do instituto em que o casal trabalhava ameaçou demiti-la se ela não parasse de colaborar com o marido, mas o casal persistiu, conduzindo pesquisas no metabolismo dos carboidratos.
| “ | Ela estava constantemente no laboratório, onde os dois trabalhavam sozinhos. Eles lavavam seus materiais de laboratório e Gerty reclamava ocasionalmente de não ter nenhuma ajuda de Carl para lavar a louça. Quando se cansava, ela se retirava para um pequeno escritório anexo ao laboratório e descansava em uma pequena poltrona. Ela fumava incessantemente e largava cinzas pelo chão o tempo todo. | ” |

O interesse do casal se concentrava, especialmente, em como a glucose era metabolizada no corpo humano e como os hormônios regulavam o processo. O casal publicou cinquenta artigos enquanto estavam no instituto em Buffalo. Em 1929, eles propuseram um ciclo teorético que mais tarde lhes renderia o Prêmio Novel pelo ciclo de Cori. O ciclo descreve como o corpo humano usa as reações químicas para quebrar alguns carboidratos, como a glucose, no tecido muscular em ácido lático, enquanto sintetiza outros.

## Preconceito
O casal deixou o instituto em Buffalo em 1931, depois da publicação sobre o metabolismo dos carboidratos. Várias universidades ofereceram a Carl uma vaga, mas se recusavam a contratar Gerty. Ela foi informada em uma entrevista que era considerado "anti-americano" que um casal trabalhasse junto. Carl recusou todas as propostas em Buffalo já que ele elas não contratariam Gerty.
Em 1931, eles mudaram para Saint Louis, no Missouri, onde a Washington University ofereceu um cargo a ambos, apesar de o salário de Gerty ser infinitamente inferior ao do marido. Apesar de seu grande histórico na pesquisa acadêmica, Gerty foi alertada que ela poderia macular a carreira do marido. Gerty teve que esperar 13 anos até alcançar o mesmo nível que o marido. Em 1943, ela foi promovida para professora associada em pesquisa bioquímica e farmacológica. Alguns meses antes de ser laureada com o Prêmio Nobel, ela se tornou professora titular, posição que manteve até sua morte, em 1957.

## Nobel
Na Washington University, eles continuaram a trabalhar com tecido muscular de sapos, onde descobriram o componente imediato responsável pela quebra do glicogênio, chamado de glucose 1-fosfato, conhecido agora como éster de Cori. Eles estabeleceram a estrutura do componente, identificaram a enzima fosforilase que catalizava a formação química e mostraram que o éster de Cori era o primeiro passo para a conversão do glicogênio em glucose, a maior parte dele ocorrendo no fígado. Gerty também estudou as doenças de armazenamento de glicogênio, identificando quatro delas, cada uma relacionada a um defeito enzimático específico. Ela foi a primeira a mostrar como o defeito em uma enzina pode causar uma doença genética em humanos.
Em 1947, o casal Gerty e Carl Cori foi laureado com Prêmio Novel em Medicina ou Fisiologia "por sua descoberta do curso da conversão catalítica do glicogênio". Metade do prêmio foi para o fisiologista argentino Bernardo Houssay "por sua descoberta no papel do hormônio no lobo anterior da pituitária no metabolismo do açúcar". Eles continuaram as pesquisas para entender e demonstrar os mecanismos do metabolismo dos carboidratos, avançando na compreensão da conversão reversível do açúcar, descoberta que se tornou crucial para o tratamento da diabetes.

## Morte
Pouco antes de ganhar o Nobel, durante uma viagem de escalada, Gerty descobriu que estava doente com mielofibrose idiopática, uma doença fatal na medula óssea. Durante seus anos em Buffalo, ela estudou os efeitos dos raios-X no corpo humano, o que pode ter contribuído para sua enfermidade. Em 1957, Gerty Cori morreu em casa, depois de dez anos lutando contra a mielofibrose. Ela continuou ativa em seu laboratório, até o fim. Recebeu reconhecimento por seus feitos e pesquisas várias vezes, como a Cratera Cori, na Lua e em Vênus. Seu corpo foi cremado.
Ela e Carl tiveram apenas um filho. Carl casou-se novamente com Anne Fitzgerald-Jones, em 1960. Mudou-se para Boston, onde começou a dar aulas na Harvard Medical School. Faleceu aos 88 anos.